# Enginyeria urbana
L'enginyeria urbana és una especialitzat de l'enginyeria civil que treballa en el disseny, construcció i manteniment d'obres d'urbanització, millora del paisatge urbà infraestructures urbanes i projectes de planejament i gestió urbanística, ja siguin de obra nova o reforma d'urbanització o d'infraestructures que estan en la jurisdicció urbana d'un municipal, especialment en zones d'alta densitat de població. Els enginyers municipals també tenen un paper important en la comprovació de les estructures per al compliment de la normativa d'edificació.
L'enginyeria municipal es basa en una visió holística de realitats complexes, en reacció amb l'enfocament analític de les tècniques que la componen. Així, pot deixar una part tant als aspectes tecnològics com a les ciències humanes i socials en ocupar-se de les infraestructures municipals. Inclou carrers, voreres, xarxes de subministrament d'aigua, clavegueram, enllumenat públic, gestió i eliminació de residus sòlids urbans, dipòsits d'emmagatzematge de diversos materials a granel utilitzats per al manteniment i obres públiques (sal, sorra, etc.), parcs públics i infraestructures per a bicicletes.

## Història
Durant el que coneixem com a l'etapa precursora de l'edat moderna, l'Imperi Romà, es van dur a terme grans avenços per al que coneixem avui en dia com a enginyeria urbana. Van ser els primers a construir ciutats a gran escala i van crear xarxes d'aigua per a abastir a aquestes ciutats, desenvolupar un sistema de clavegueram—la Cloaca Maxima— prou avançat per a l'època i van crear una xarxa enorme de vies que connectaven tot l'imperi.
A l'Edat Mitjana va haver-hi un retrocés prou significatiu en general, els estaments amb més poder posaven els seus esforços en guerres entre regnats per a ampliar els territoris d'aquests i els estaments més pobres no podien fer res. Durant l'Edat Moderna, amb l'arribada de les monarquies absolutistes la situació va anar canviant gradualment. Un exemple el tenim al document de Lleis d'Índies, "Leyes de Indias" de l'any 1576. Aquest document de l'època de Felip II ja fa menció de com han de ser les ciutats que es construeixin a les colònies d'ultramar, fent menció a la forma, el traçat, l'orientació o l'ample que han de tenir els carrers.

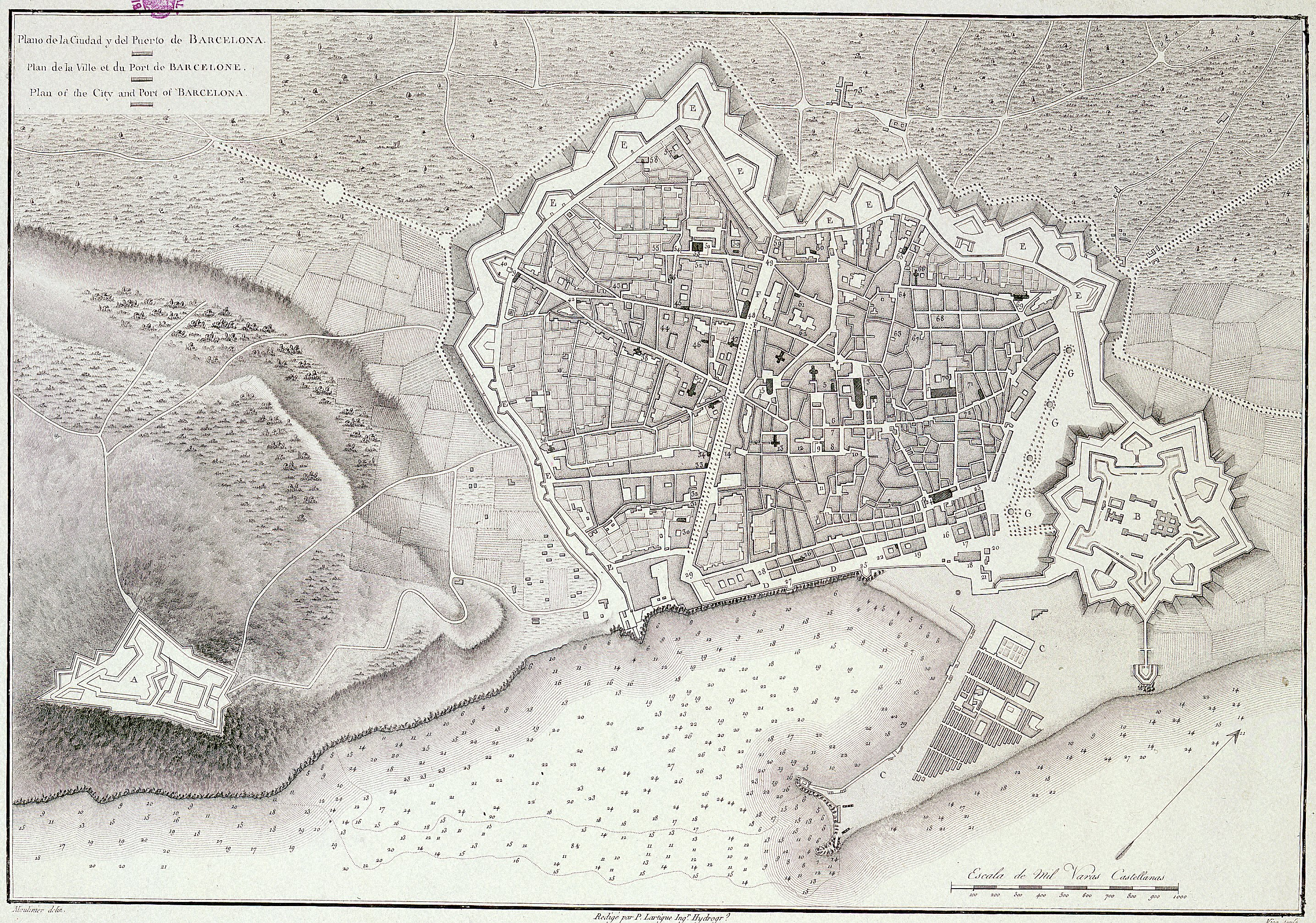
Barcelona l'any 1806

Durant els segles posteriors la preocupació sobre l'urbanisme no va fer més que anar en augment. Un punt clau va ser la primera revolució industrial. Aquesta va causar un èxode rural cap a les ciutats i aquestes van patir un creixement descontrolat i molt exagerat. Barcelona va passar de tenir 35.928 habitants l'any 1717 a 100.160 habitants l'any 1787 i 353.853 habitants l'any 1887. Aquest creixement descontrolat va crear la necessitat de regular i imposar normes urbanístiques i requisits mínims per a l'habitabilitat d'aquestes noves ciutats. A més, les ciutats van haver d'adaptar-se a nous mitjans de transport com el tren i el tramvia. Algunes d'aquestes necessitats eren responsabilitat dels enginyers militars mentre que d'altres requeien en els arquitectes. Cal tenir en compte que Barcelona va ser l'únic cas significatiu a Europa que va tenir un increment molt significatiu de població, però no va tenir un increment de superfície fins a l'any 1860, quan Ildefons Cerdà va fer el Pla Cerdà. Fins aquell any Barcelona va seguir creixent dins la muralla (enderrocada l'any 1854) i va passar a ser la ciutat més densa del món.

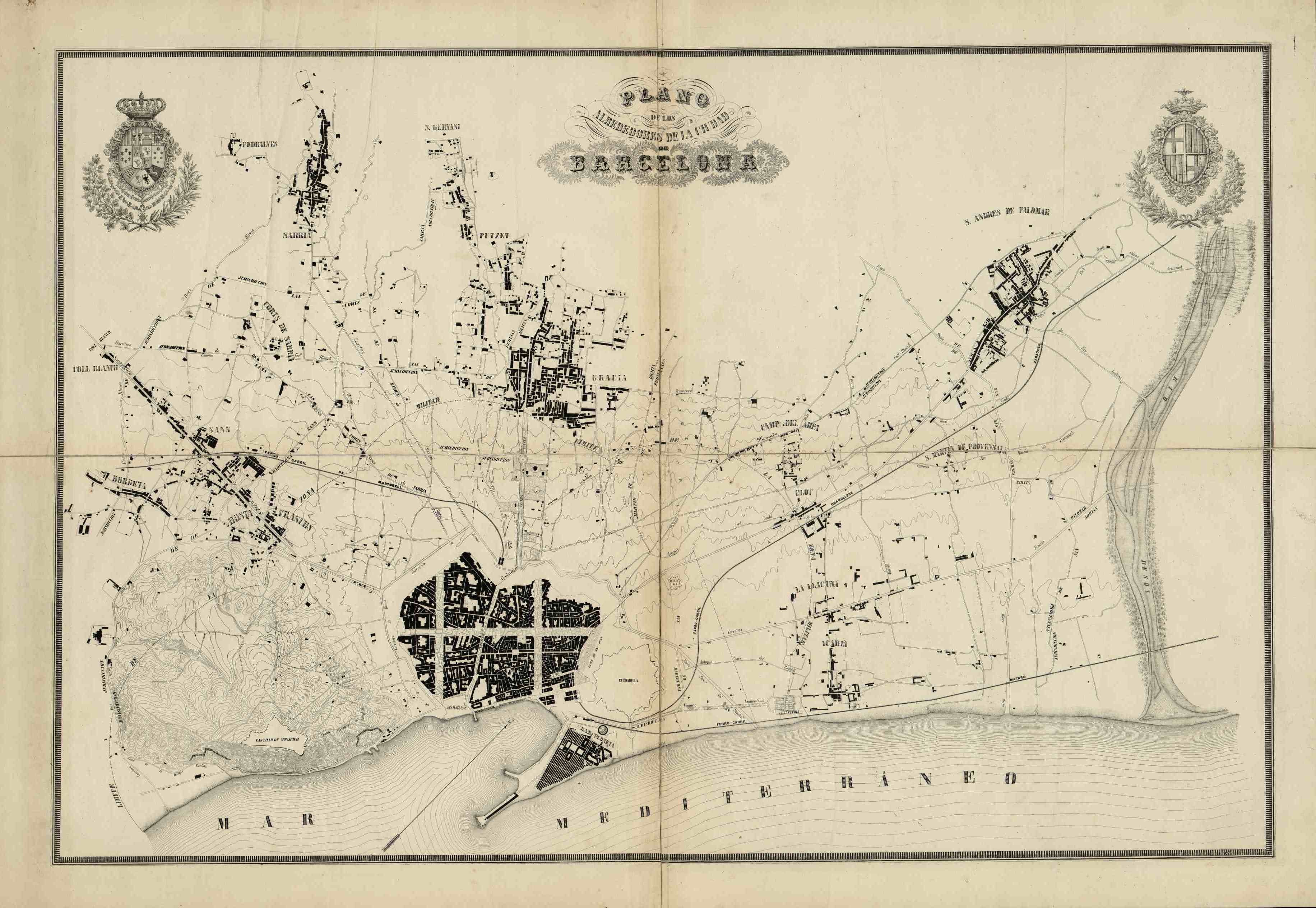
Pla Topogràfic de Cerdà 1855

L'enginyeria municipal moderna té l'origen al Regne Unit del segle XIX, després de la Revolució Industrial. L'amenaça a les poblacions urbanes de les epidèmies de malalties transmeses per l'aigua com el còlera i el tifus va portar al desenvolupament d'una professió dedicada a la “ciència sanitària” que més tard es va convertir en “enginyeria sanitària”.
Es va fer una legislació que va atorgar a les autoritats locals poders per emprendre projectes d'enginyeria municipals i designar inspectors municipals (més tard coneguts com a "enginyers municipals").
Al Regne Unit, una figura clau de l'anomenat "moviment de salut pública" va ser Edwin Chadwick, autor d'un informe parlamentari, publicat el 1842. La primera legislació britànica incloïa:
- Llei de policia de Burgh de 1833: poders per pavimentar, il·luminar, netejar, vigilar, subministrar aigua i millorar les seves comunitats.
- Llei de Corporacions Municipals de 1835[12]
- Llei de salut pública de 1866: formació de juntes de drenatge[13]
- Llei de Salut Pública de 1875 coneguda en aquest moment com la Gran Llei de Salut Pública

Aquesta legislació va atorgar a les autoritats locals poders per emprendre projectes d'enginyeria municipals i designar inspectors municipals (més tard coneguts com a "enginyers municipals").
El 1874 es va establir l'Associació d'Enginyers Municipals (posteriorment anomenada Institució d'Enginyers Municipals), per abordar el tema de l'aplicació de la ciència sanitària. A principis del segle xx, l'Enginyeria Municipal havia esdevingut una disciplina àmplia que abastava moltes de les responsabilitats assumides per les autoritats locals, incloses carreteres, drenatge, control d'inundacions, enginyeria costanera, salut pública, gestió de residus, neteja de carrers, subministrament d'aigua, clavegueram, aigües residuals. tractament, crematoris, banys públics, neteja de barris marginals, urbanisme, habitatge públic, subministrament d'energia, parcs, instal·lacions d'oci, biblioteques, ajuntaments i altres edificis municipals.
Aquesta nova disciplina no va tardar a fer-se a altres països que tenien problemes similars als del Regne Unit. Un cas peculiar que va diferenciar l'urbanisme del Regne Unit de la resta d'Europa va ser la direcció de circulació. Des de la dècada de 1970, hi ha hagut una tendència global cap a una privatització creixent i subcontractació de serveis d'enginyeria municipals. Al Regne Unit, a la dècada de 1990, un canvi en la filosofia de gestió va provocar la desaparició de l'estructura organitzativa tradicional dels districtes, on les tres funcions de secretari municipal, tresorer municipal i enginyer municipal van ser reemplaçades per una estructura administrativa amb un nombre més gran de departaments especialitzats.
A finals de la dècada de 1990 i principis del segle xxi, va haver-hi una creixent insatisfacció pel que es percebia com a serveis públics fracturats i disfuncionals dissenyats al llarg d'especialitats limitades. Un enfocament més holístic de l'enginyeria urbana va començar a sorgir com un concepte alternatiu. Els crítics de l'enfocament especialitzat van incloure la Comissió d'Arquitectura i Medi Ambient Construït que es va queixar que l'enfocament especialitzat de la gestió de l'àmbit públic es va centrar massa en el moviment eficient de vehicles en lloc dels interessos més generals de les comunitats locals.

## Activitats
L'enginyeria urbana duu a terme nombrosos treballs, però el seu objectiu principal és la creació de les ciutats i el seu funcionament a ple rendiment.
Els treballs principals són la planificació sobre l'organització de l'espai urbà que es vol crear o millorar. A l'enginyeria urbana, és especialment important que hi hagi una bona planificació i organització del projecte perquè intervindran nombrosos gremis, no només de l'enginyeria, sinó també de la construcció, l'arquitectura i les entitats públiques pertinents. Això fa necessari que hi hagi una molt bona col·laboració entre tots els implicats.
Però l'enginyeria urbana va més enllà. Tot i que a les principals etapes s'estableix un disseny i una organització els enginyers urbans executaran les obres necessàries per assegurar l'abastament d'aigua, llum i gas a tots els habitatges i edificis i també els subministraments urbans, com l'enllumenat públic, la senyalització lluminosa o fins i tot l'abastament d'aigua a zones públiques i sistemes de reg.
És a dir, fins i tot els elements més petits han de ser planificats i executats a través d'un projecte d'enginyeria urbana.
D'altra banda, aquest sector va més enllà i també s'encarrega de la gestió de residus. En primer lloc, són els experts els qui proposen un pla per a la recollida i el tractament d'aquests. Són feines molt importants sense les quals una ciutat no podria funcionar de manera correcta.

## Organització internacional
La Federació Internacional d´Enginyeria Municipal (IFME) és una organització integrada per enginyers municipals professionals de tot el món. La missió d'IFME és connectar enginyers municipals, professionals d'obres públiques, organismes públics, institucions i empreses de tot el món perquè puguin compartir un patrimoni mundial de coneixements i experiències. L'objectiu és fomentar la millora continuada de la qualitat de les obres públiques i els serveis comunitaris en general. Està compost per representants d'associacions nacionals a Austràlia, Canadà, Dinamarca, Estònia, Finlàndia, Itàlia, Israel, Països Baixos, Sud-àfrica o Regne Unit entre d'altres.

## Obres civils
En el cas de grans edificis o plantes, instal·lacions o campus, es poden requerir obres civils que siguin similars en abast o tipus a la infraestructura municipal, és a dir, vies d'accés, estacionaments, subministrament d'aigua potable (incloent-hi boques d'incendi), plantes de tractament d'aigües residuals, drenatge, inclosos estanys o conques de sedimentació i retenció, etc. A la majoria de les empreses de consultoria d'enginyeria, l'enginyeria estructural i la infraestructura municipal solen ser departaments separats. En un gran projecte de construcció, el disseny d'enginyeria civil normalment es dividirà en una part estructural, dissenyada per enginyers estructurals i generalment enfocada als edificis, i una part "civil", dissenyada per enginyers municipals i enfocada a l'entorn.